# Ancien central téléphonique de Belgrade
L'ancien central téléphonique (en serbe cyrillique : Зграда Старе телефонске централе ; en serbe latin : Zgrada Stare telefonske centrale) est un édifice situé à Belgrade, la capitale de la Serbie, dans la municipalité urbaine de Stari grad. En raison de son importance architecturale, cet édifice, construit en 1908, figure sur la liste des monuments culturels de grande importance de la République de Serbie et sur la liste des biens culturels de la Ville de Belgrade.

## Présentation
Le bâtiment, situé 47 rue Kosovska a été construit en 1908 d'après des plans de l'architecte Branko Tanazević. Il a été conçu comme un bâtiment d'angle de deux étages, destiné à accueillir un central téléphonique, ce qui en fait le premier édifice de ce genre en Serbie. Un troisième étage fut ajouté en 1925 selon les plans du même architecte. Sur le plan la structure générale, l'immeuble correspond encore à l'architecture académique ; en revanche, sur le plan de la décoration, il a été dessiné en mêlant le style serbo-byzantin et l'architecture Art nouveau ; les façades, asymétriques, sont ainsi ornées de tuiles vernissées inspirées de l'école moravienne, avec des rosettes et des motifs géométriques, et la façade d'angle est surmontée d'un dôme nervuré,.
Le bâtiment témoigne de la volonté de Branko Tanazević de faire renaître le style serbe ancien. Il témoigne aussi du développement des services téléphoniques en Serbie,.
L'ancien central téléphonique a été restauré en 1988.